# Euthlastoblatta compsa
Euthlastoblatta compsa är en kackerlacksart som beskrevs av Morgan Hebard 1920. Euthlastoblatta compsa ingår i släktet Euthlastoblatta och familjen småkackerlackor.
Artens utbredningsområde är Panama. Inga underarter finns listade i Catalogue of Life.